# 台山市华侨中学

台山市华侨中学校徽

台山市华侨中学是位於中華人民共和國廣東省台山市的一所學校，简称台山侨中。建校于1908年，学校前身為台山女师。现在是台山市的一所全高中制学校，全校大约三千三百人。该校亦有得到过香港台山商会的资助支持。

## 历史
台山市华侨中学的建立可以追溯到1908年，它的前身是当时的台山女子师范学校。学校在历史上经历了三次迁址和多次更改校名，在1954年正式定名为台山县华侨中学。文化大革命期间，学校改名为台城镇红卫中学，只招收台城镇学生。1979年，学校又更名台山县红卫中学。1980年5月，学校又更名台山县华侨中学，向台山县招生。1992年，随着台山县的撤县设市，台山县华侨中学改为台山市华侨中学。1995年，台山市华侨中学被廣東省教育厅批准为广东省一级中学。 2010年6月，台山市华侨中学顺利通过了广东省国家级示范性普通高中的初期评估验收。

## 校园风貌

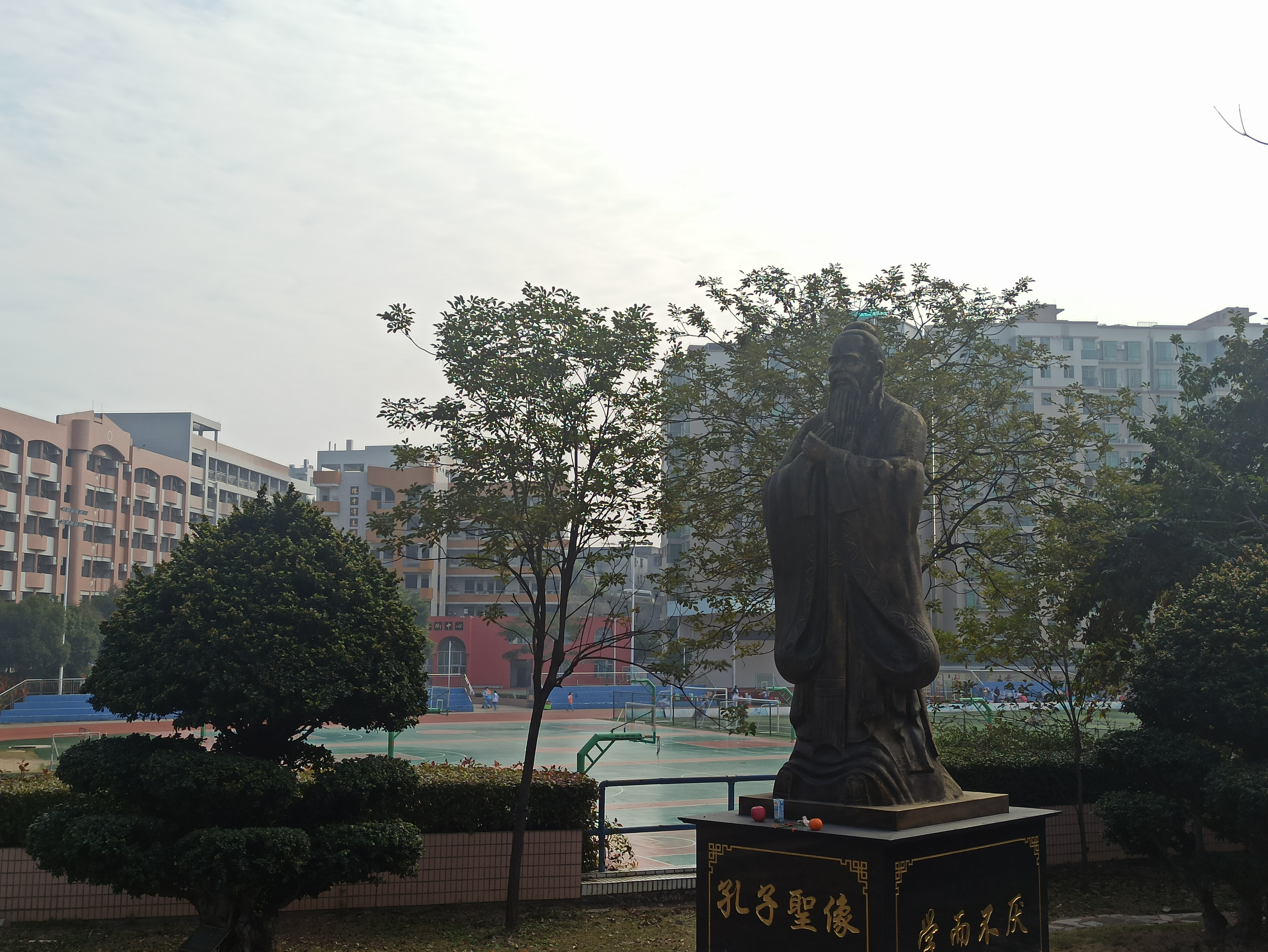
台山侨中孔子圣像

孔子圣像位于公德路旁和操场上方，该校旨在孔像“如同在学海中的灯塔，指引着学子们前行”，而每当台山侨中举行期末考试或中国高考时，亦有学生向孔像摆贡品（零食、饮料、水果等）以祈求学习进步成绩提升。

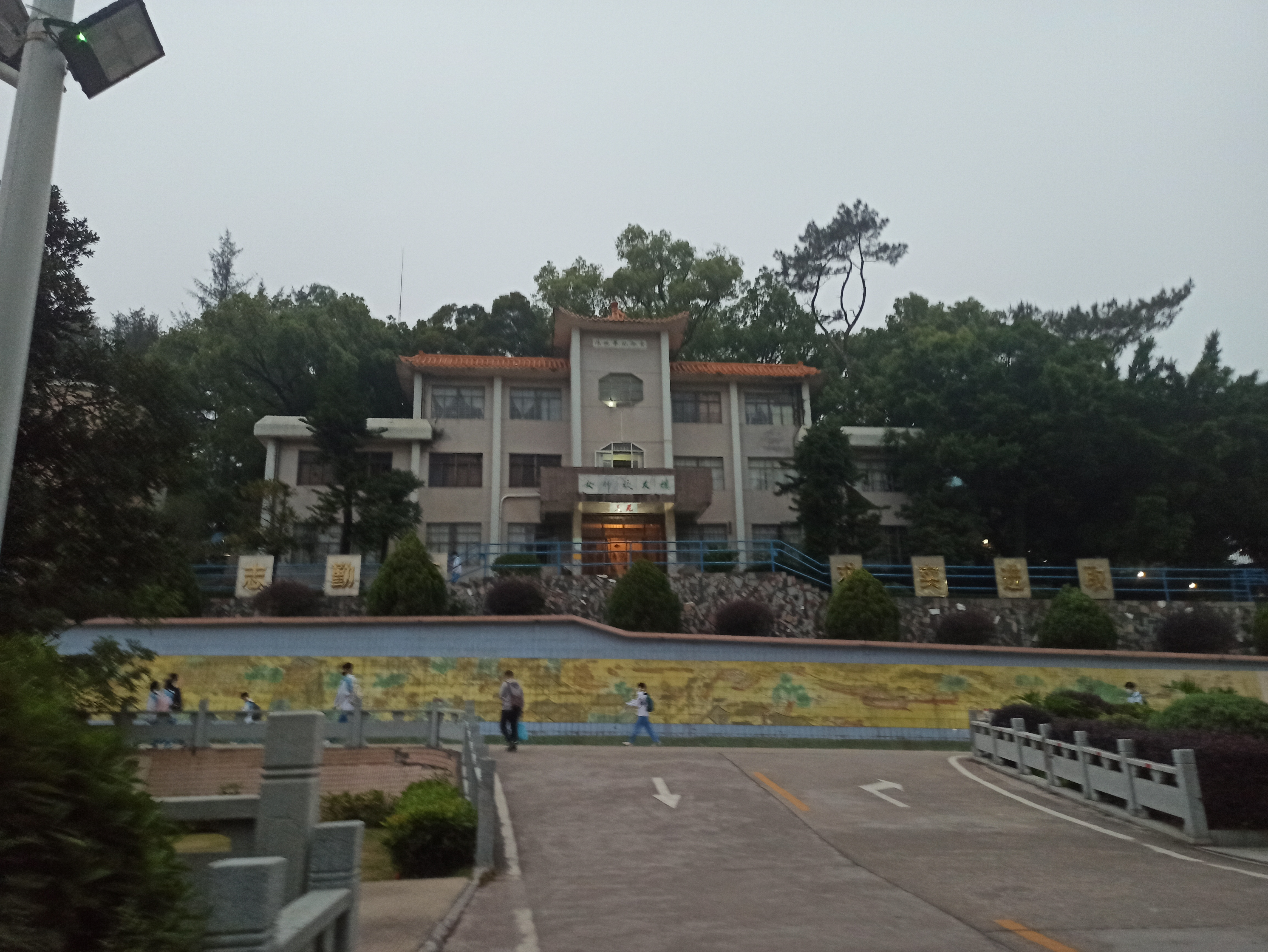
台山侨中公德路和女师校友楼

公德路是校内主干道，是高一（坣基山上）学生放学前往饭堂和宿舍的必经之路，而女师校友楼的用途是作为台山侨中美术生的绘画教室，美术生需专门到该楼上绘画课。

## 学校社团
台山侨中拥有众多社团，包括历史社、广播社、摄影社、器乐社、街舞社、辩论社、动漫社、足球社、篮球社、采薇文学社等。

## 著名校友
2021年浙江卫视《中国好声音》总冠军伍珂玥为台山侨中2017届音乐生。